# Enargia mia
Enargia mia är en fjärilsart som beskrevs av Embrik Strand 1921. Enargia mia ingår i släktet Enargia och familjen nattflyn. Inga underarter finns listade i Catalogue of Life.